# Mannalargenna
Mannalargenna (en palawa kani : Manalakina)  était un ancien du clan Plangermaireener de l'actuelle zone tribale Ben Lomond au nord-est de la Tasmanie. Il est décrit comme mesurant 1,72 m et portant de la graisse et de l'ocre rouge sur tout le corps et en tant que chef / dirigeant du peuple du peuple Negrito Parlevar avant le traité de proclamation du gouverneur Arthur avec Mannalargenna. Après l’arrivée des Britanniques dans la région, il mena une série d’attaques de résistance de type guérilla contre des soldats / policiers britanniques en Tasmanie pendant la période connue sous le nom de « guerre noire ». En 1829, il libéra quatre femmes autochtones et un garçon de la maison de John Batman, où ils étaient détenus depuis un an.
Bien qu'il semble avoir rejoint la mission de George Robinson, qui était de persuader les autochtones de se "rendre", on prétend qu'il éloignait vraiment Robinson de la population. On lui promit que s'il aidait Robinson, il ne serait pas envoyé à Flinders Island, mais cette promesse fut brisée et il mourut en captivité à Wybalenna en 1835. À son arrivée à Big Green Island en 1835, Mannalargenna se coupa symboliquement les cheveux et la barbe.

## Famille
Mannalargenna eut deux femmes. Le nom de sa première épouse est inconnu, mais ils eurent au moins cinq enfants : un fils, Neerhepeererminer et ses filles Woretermoeteyenner, Wottecowidyer, Wobbelty et Teekoolterme. Sa deuxième épouse était Tanleboneyer avec qui il n'eut pas d'enfants. Elle était l'un des premiers guides de George Robinson.
Au cours de sa vie, la sœur de Mannalargenna et ses quatre filles ont épousé des marins des îles Furneaux et leurs bébés furent troqués et mal documentés. Aujourd'hui, de nombreux citoyens australiens revendiquent une lignée non biologique par le biais de ces mariages documentés du Commonwealth britannique.

## Mémoire
Le « Mannalergenna Day » est célébré début décembre dans la baie de Little Musselroe en Tasmanie depuis 2015. Cet événement est une commémoration de Mannalargenna et de la célébration de la culture Palawa.
Un monument en l'hommage de Mannalargenna se trouve au Cimetière du Site de la Mission de Wybalenna.
Une esquisse de Mannalargenna réalisée par l'artiste Thomas Bock est exposée au British Museum.